# Rathaus (Rutherglen)

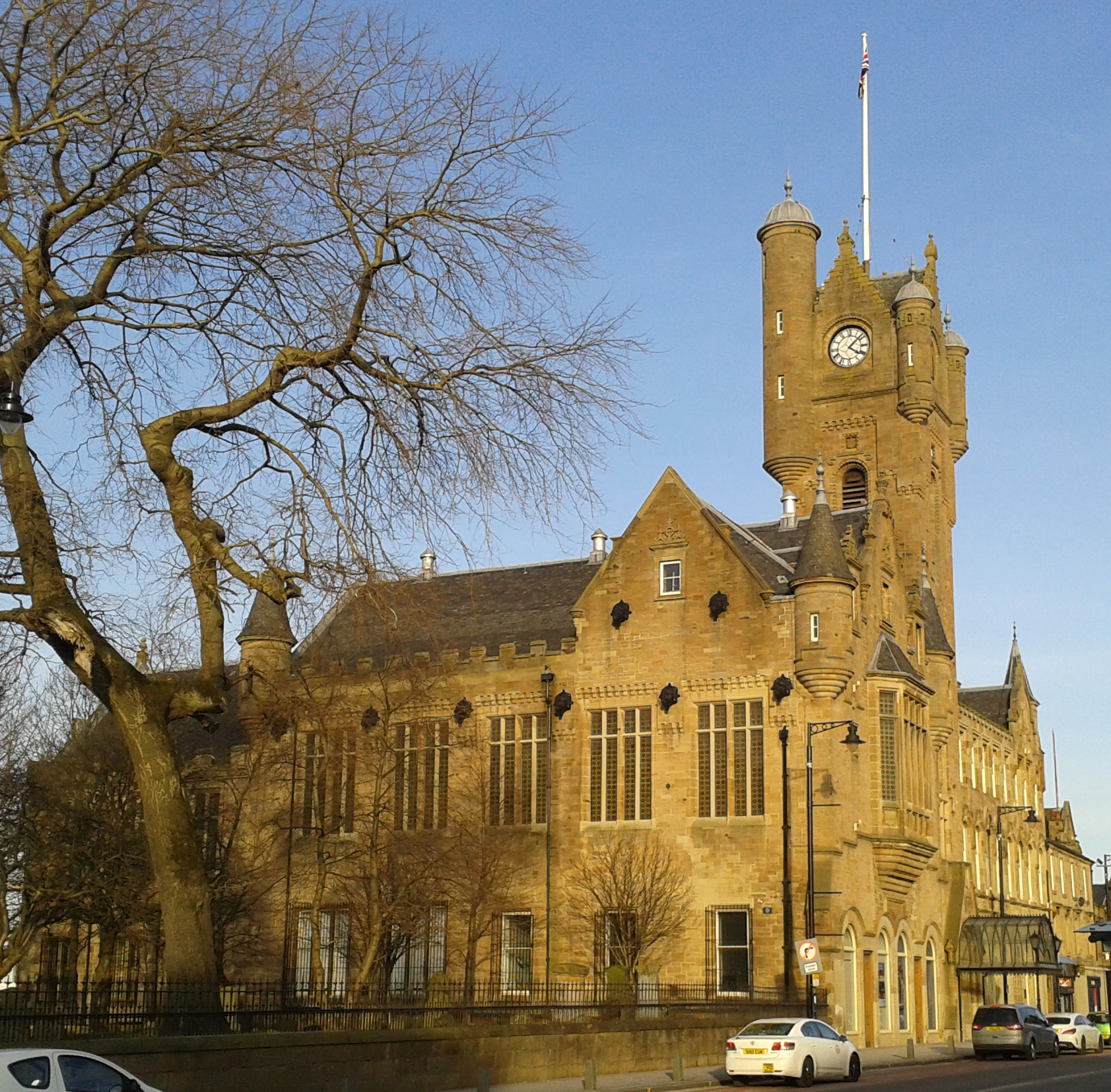
Rathaus von Rutherglen

Das Rathaus von Rutherglen, englisch Rutherglen Town Hall, ist das Rathaus der schottischen Stadt Rutherglen am Nordwestrand der Council Area South Lanarkshire. 1971 wurde das Bauwerk in die schottischen Denkmallisten in der höchsten Denkmalkategorie A aufgenommen.

## Geschichte
Die Bauwerksgeschichte reicht bis in das Mittelalter zurück. Durch die über Jahrhunderte andauernde Weiterentwicklung des Gebäudes ist heute schwer nachvollziehbar, welche Gebäudeteile aus welcher Epoche stammen. Unter anderem wurden Fragmente einer ehemaligen Kirche eingearbeitet. Der Turm wurde im Zuge einer Überarbeitung im Jahre 1710 aufgestockt. Die Turmglocke wurde 1635 von Michael Burgerhuys aus dem niederländischen Middelburg gefertigt. 1841 standen drei Turmuhren in der Umgebung zum Verkauf. Eine dieser Uhren wurde für das Rathaus von Rutherglen erworben. Im Rahmen einer archäologischen Untersuchung im Zuge des Abbruchs eines Anbaus aus dem Jahre 1967 wurden im Jahre 2002 Scherben aus dem 14. bis 16. Jahrhundert gefunden.
Weite Teile des heutigen Rathauses wurden nach einem Entwurf des schottischen Architekten Charles Wilson zwischen 1862 und 1863 erbaut.

## Beschreibung
Das Rathaus steht an der Main Street am Nordrand von Rutherglen rechts des Rutherglen Towers und direkt gegenüber einem dritten denkmalgeschützten Gebäude: die St Columbkille’s Roman Catholic Church. Sein Mauerwerk besteht im Wesentlichen aus Steinquadern. Der markante Turm ist asymmetrisch aufgebaut. Er ist über ein Portal an der Ostseite zugänglich. Seine Fensteröffnungen schließen mit Rundbögen. Auf den 1710 hinzugefügten auskragenden Ecktourellen sitzen teils vergoldete Kugeln mit Wetterfahnen. Die Dächer sind mit Schiefer eingedeckt.